# آکیلا (رومی)

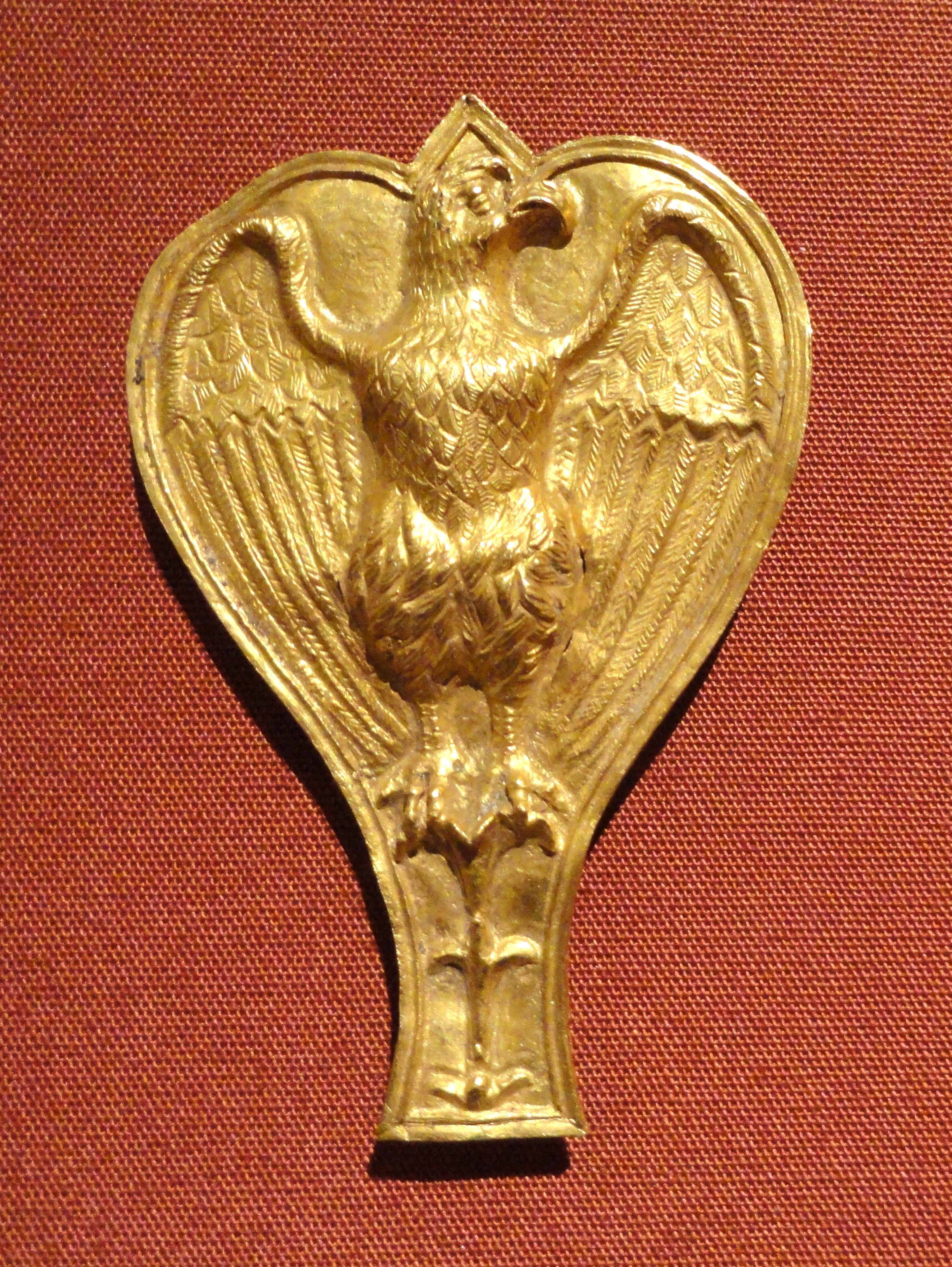
یک زیور رومی با آکیلا (۱۰۰–۲۰۰ میلادی) از موزه هنر کلیولند

آکیلا (لاتین: Aquila؛ به معنای «عقاب») یک نماد برجسته در روم باستان، به ویژه در نشان‌های لژیون‌ها بود. عقاب برای سرباز رومی، فراتر از اینکه صرفاً نمادی از لژیون وی باشد، اهمیتی شبه‌مذهبی داشت. نگه داشتن این نشان بسیار مهم بود و ارتش روم هم برای محافظت از آن و هم برای بازپس‌گیری آن، تلاش‌های بسیاری می‌کرد. پس از نابودی سه لژیون در جنگل توتبورگ، رومی‌ها چندین دهه به تلافی شکست پرداختند و در عین حال سعی کردند سه عقاب گمشده را پس بگیرند.